# Rigolato

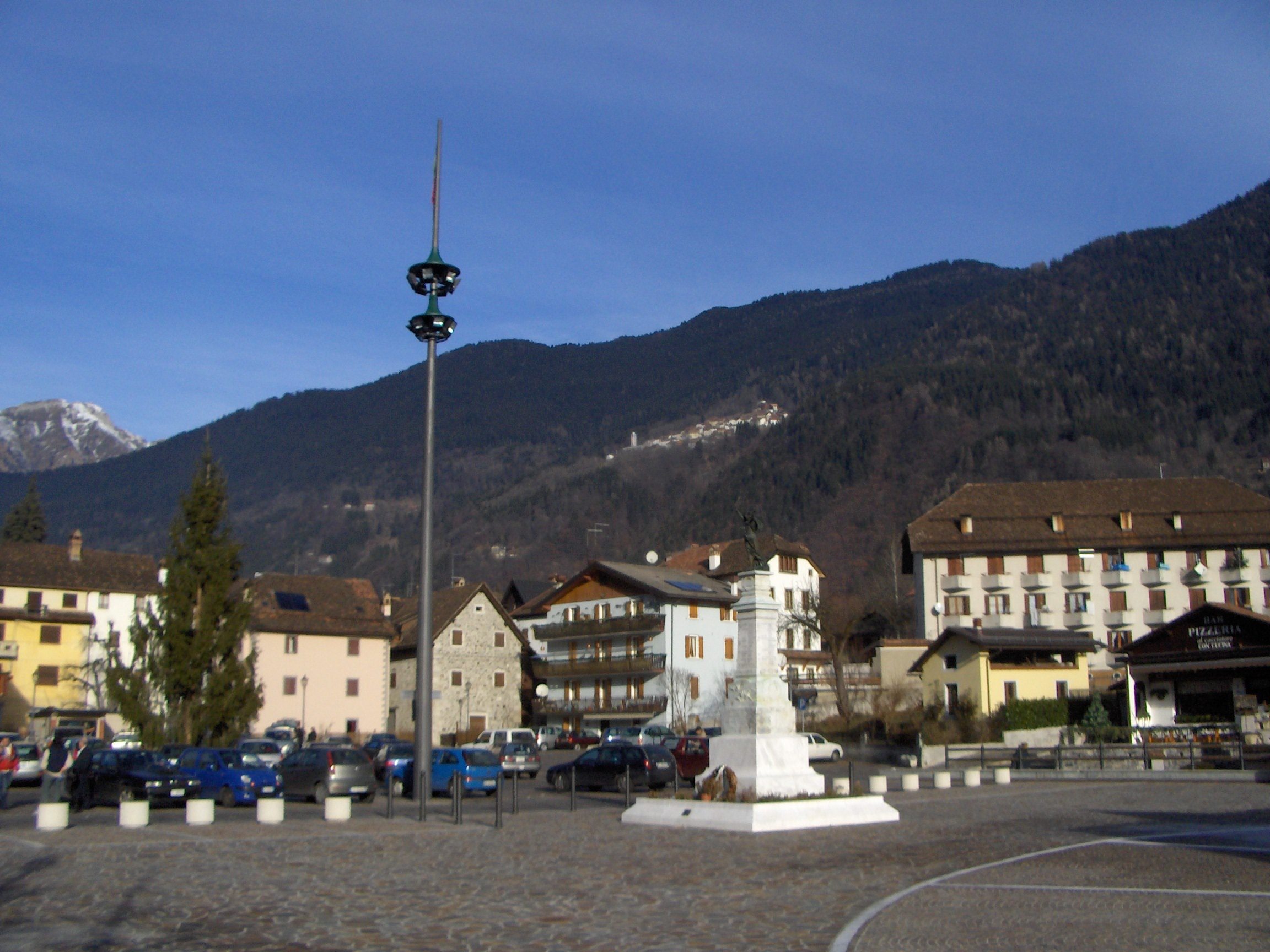
Durigon-Platz in Rigolato

Rigolato (furlanisch Rigulât) ist eine nordostitalienische Gemeinde (comune) in der Region Friaul-Julisch Venetien mit 374 Einwohnern (Stand 31. Dezember 2023) und ein Dorf. Es liegt etwa 62,5 Kilometer nordnordwestlich von Udine in Karnien und gehört zur Comunità Montana della Carnia.

## Verkehr
Durch die Gemeinde verläuft die frühere Strada Statale 355 di Val Degano (heute eine Regionalstraße) von Villa Santina nach Santo Stefano di Cadore.

## Persönlichkeiten
- Umberto De Antoni (1881–1971), Kaufmann, Industrieller, Unternehmer und Mäzen